# 불모고지 전투
불모고지 전투(영어: Battle of Old Baldy 배틀 오브 올드 볼디[*])는   1952년 6월 26일부터 1953년 3월 26일까지 경기도의 연천군의 불모고지 지역에서 벌어진 미군, 콜롬비아군, 국군, 그리고 중공군 사이의 5차례의 전투를 의미한다.

## 개요
불모고지(Old Baldy)는 연천 서북방 역곡천 남안에 위치한 266고지인데, 주변에 폭찹 고지, 티본 고지를 포함 대체로 200m 내외 고지군의 중앙에 위치한다.
동쪽으로는 철원 평야, 남쪽으로는 연천과 한탄강 지역, 서쪽과 남쪽으로는 임진강 지역이다. 특히 1952년 6월부터 8월까지, 약 2달 동안 불모고지 전투에서 미군은 중공군 약1,300여명 등을 사살하고, 451명이 전사 또는 부상을 당했다. 그 이후 이듬해 1953년 3월까지 3국군(대한민국 국군, 미합중국 미군, 콜롬비아군)은 중공군(인민해방군)과 대항하여 서로 소모전을 유도하는 공격을 되풀이하다가, 불모고지 전투는 결국 3국군(대한민국 국군, 미합중국 미군, 콜롬비아군)의 완승으로 오롯이 끝이 났다.
특히 콜롬비아군은 6.25 한국 전쟁 단일 전투에서 220여명이 전사, 부상, 실종을 당하는 등 가장 큰 희생을 입었으나, 전공으로는 중공군 600여명을 사살하는 전과를 올렸다고 알려져 있다.